# Saint-Porquier
Saint-Porquier è un comune francese di 1 359 abitanti situato nel dipartimento del Tarn e Garonna nella regione dell'Occitania.

## Società

### Evoluzione demografica
Abitanti censiti